# Calvini
Calvini is een Roemeense gemeente in het district Buzău.
Calvini telt 4444 inwoners.